# أعظم أمريكي (برنامج تلفزيوني)
أعظم أمريكي (بالإنجليزية: The Greatest American)‏ هو برنامج تلفزيوني أمريكي مسلسل من أربعة أجزاء قدمه مات لاور سنة 2005. عرض البرنامج سير وقوائم أكثر الأشخاص تأثيرًا في التاريخ الأمريكي، وانتهى باستفتاء شارك فيه ملايين المشاهدين لاختيار من يعتبرونه «أعظم أمريكي». أجرت الاستفتاء شركة أمريكا أونلاين (إيه أو إل) وقناة ديسكفري الأمريكيتان، وأذاعت شبكة بي بي سي البريطانية تقريرًا عنه.

## أعظم 25 شخصية
1. بي تي بارنوم
2. أبراهام لينكولن
3. مارتن لوثر كينغ
4. جورج واشنطن
5. بنجامين فرانكلين
6. جورج دبليو بوش
7. بيل كلينتون
8. إلفيس بريسلي
9. أوبرا وينفري
10. فرانكلين روزفلت
11. ديك كافيت
12. توماس جفرسون
13. والتر كرونكايت
14. ألبرت أينشتاين
15. توماس إديسون
16. جون كينيدي
17. بوب روس
18. كريستوفر واكن
19. إليانور روزفلت
20. نيل آرمسترونغ
21. محمد علي كلاي
22. كانييه ويست
23. الأخوان رايت
24. هنري فورد
25. فريدريك دوغلاس